# Николаевская церковь (Волковыск)
Храм Святителя Николая Чудотворца — православный храм, памятник архитектуры позднего классицизма с элементами русского стиля в городе Волковыске Гродненской области Белоруссии. Расположен по адресу: ул. Ленина, 43. Церковь относится к Волковысскому благочинию Гродненской и Волковысской епархии Белорусской православной церкви. Входит в Государственный список историко-культурных ценностей Республики Беларусь.

## История
Церковь святого Николая построена в 1874 году из кирпича в центре города.
В 1919 году церковь была обращена в гарнизонный костёл. В годы Великой Отечественной войны храм сначала использовался в качестве казармы, оборудованной внутри многоярусными деревянными нарами, а затем в качестве военного склада. Лишь в 1941 году церковь была возвращена православным верующим и повторно освящена 12 июля 1942 года. В годы церковных гонений храм не закрывался.
Постановлением Совета Министров Республики Беларусь от 2 августа 2016 года № 607 Свято-Николаевская церковь в Волковыске внесена в Государственный список историко-культурных ценностей Республики Беларусь как историко-культурная ценность регионального значения.

## Архитектура
Восьмигранный основной объём с прямоугольной апсидой и притвором. На главном фасаде — двухъярусная башня-колокольня, первый её ярус прямоугольный в плане, второй — восьмигранный, накрытый шатром. Главный вход выделен килевидным фронтоном. Основной объём имеет полуциркульные окна с килевидными сандриками, притвор и апсида — прямоугольные с наличниками, завершены широким карнизом и фризом с арочным поясом. Центральная грань апсиды фланкирована пилястрами, завершена треугольным фронтоном и декорирована арочной нишей в центре. Интерьер зальный, перекрытие деревянное, плоское. В храме деревянный двухъярусный иконостас, декорирован накладной резьбой, покрыт позолотой.

## Галерея

### Исторические снимки

Старые снимки
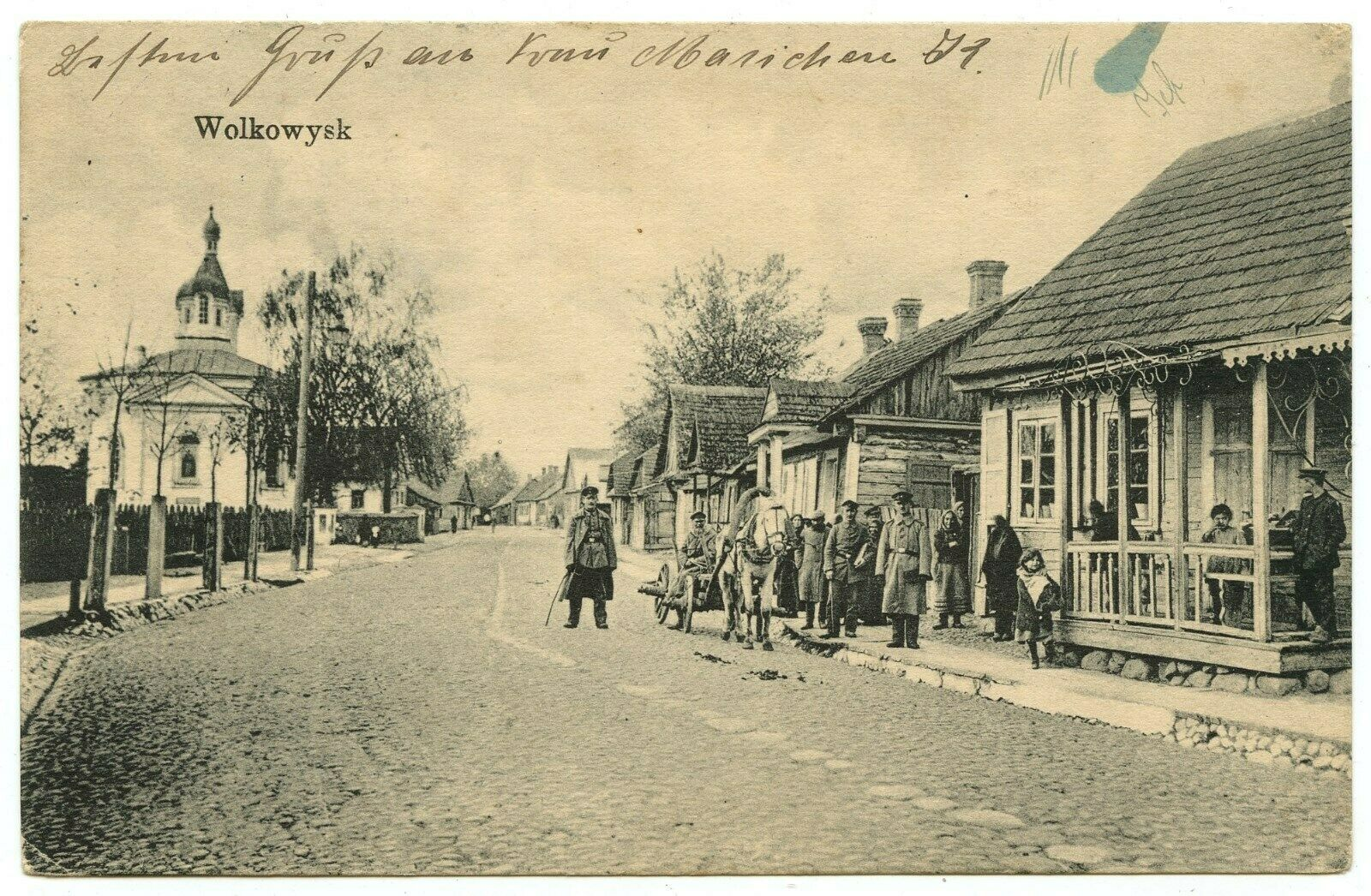
1915 г.
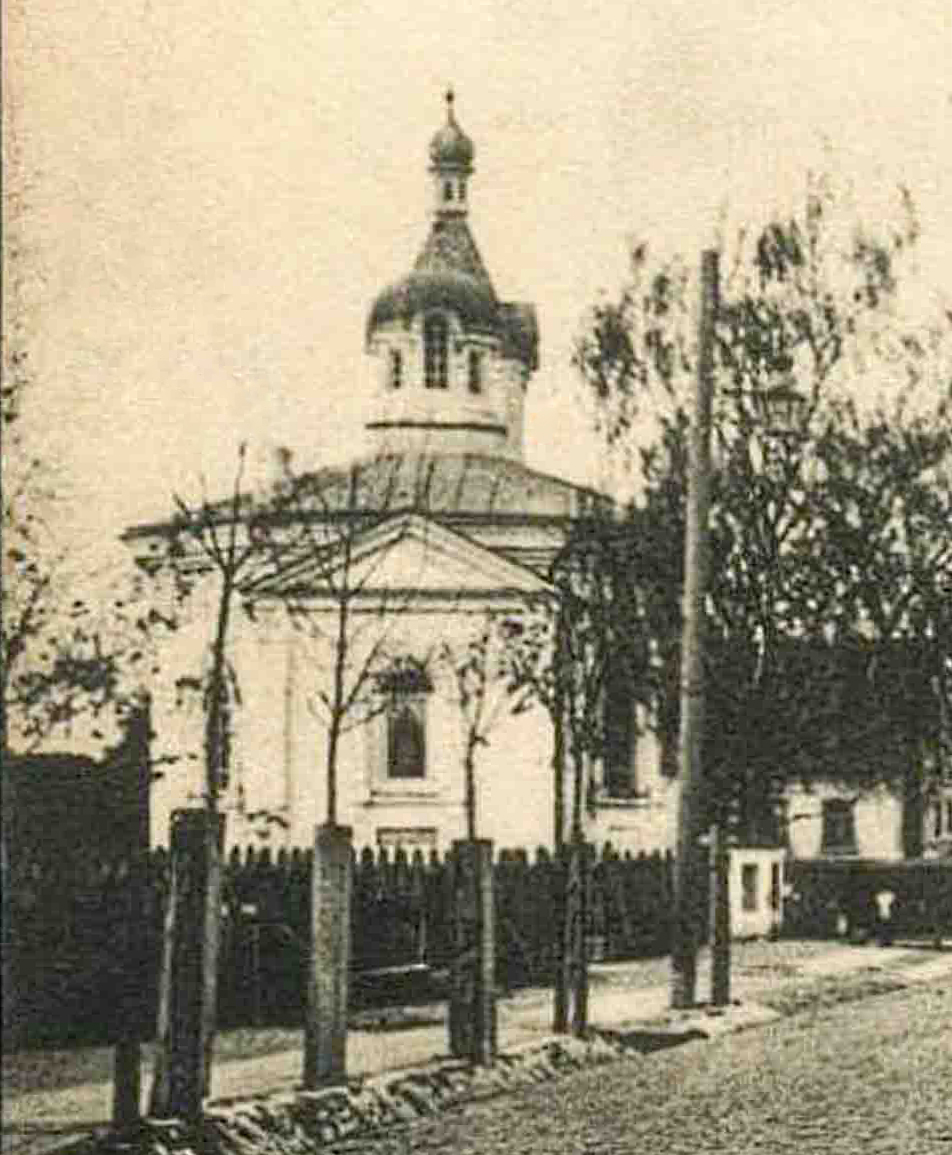
1915 г. (фрагмент)
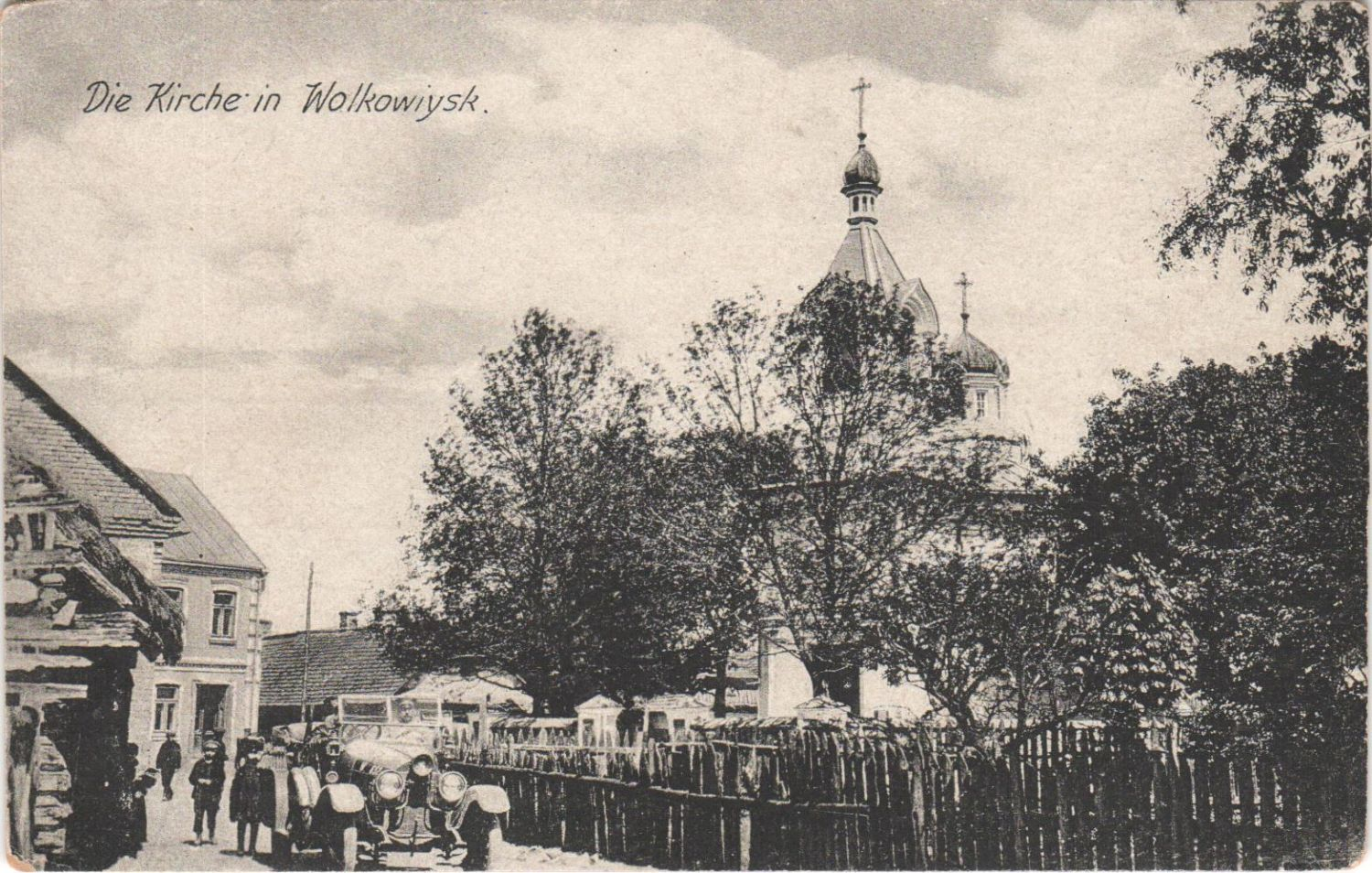
1916 г.
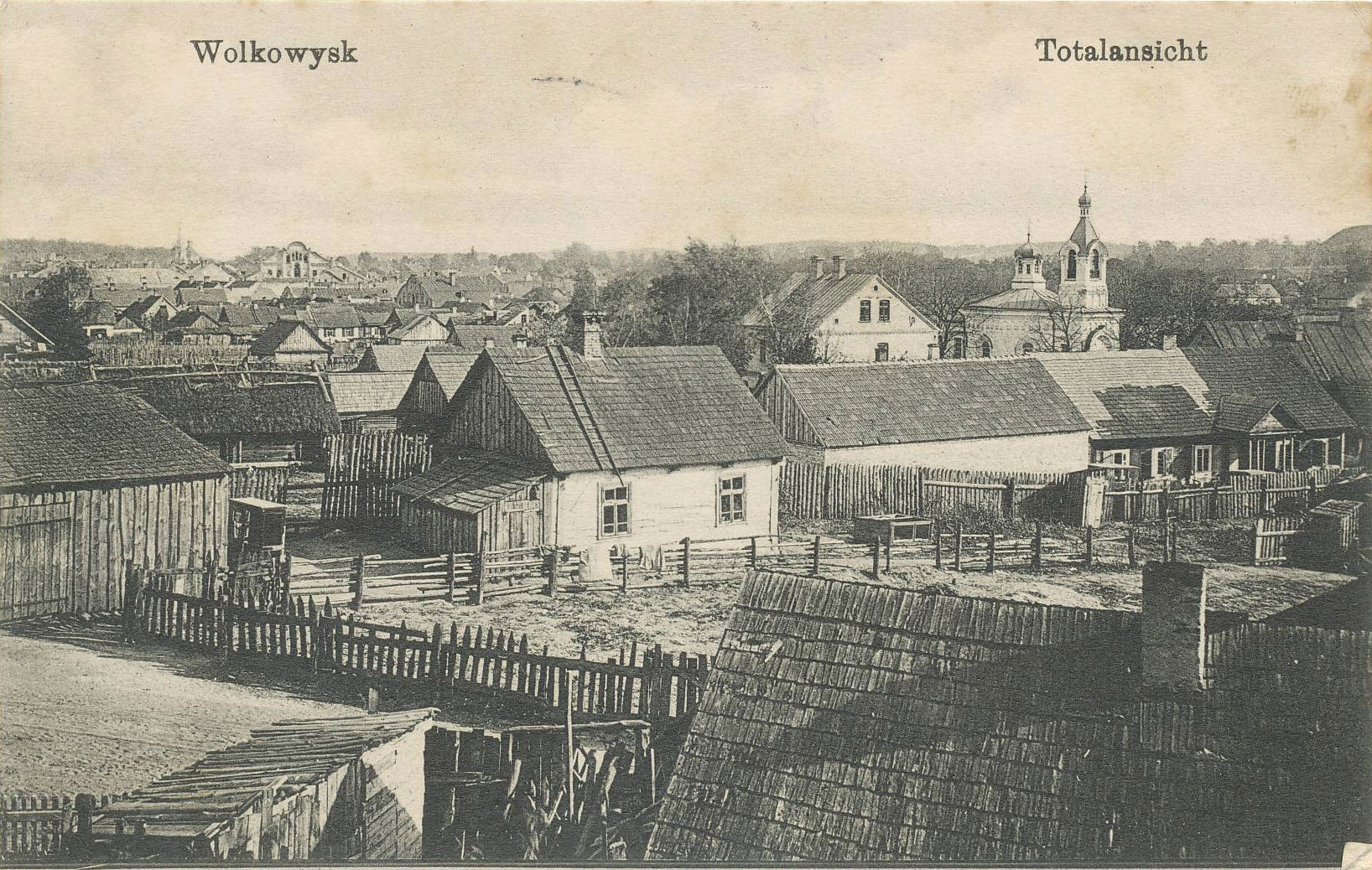
1916 г.

### Современные снимки

Современное состояние
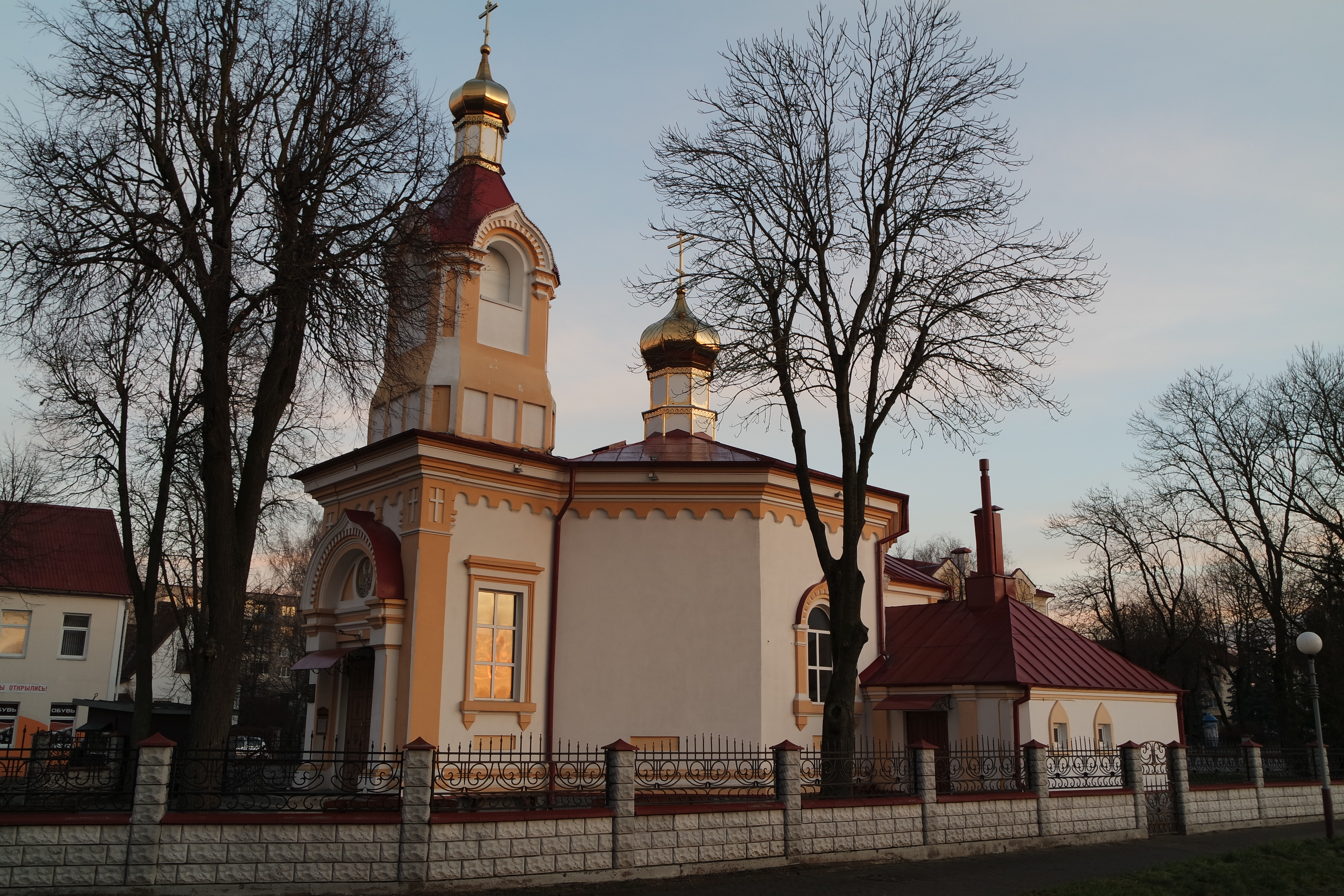
Общий вид
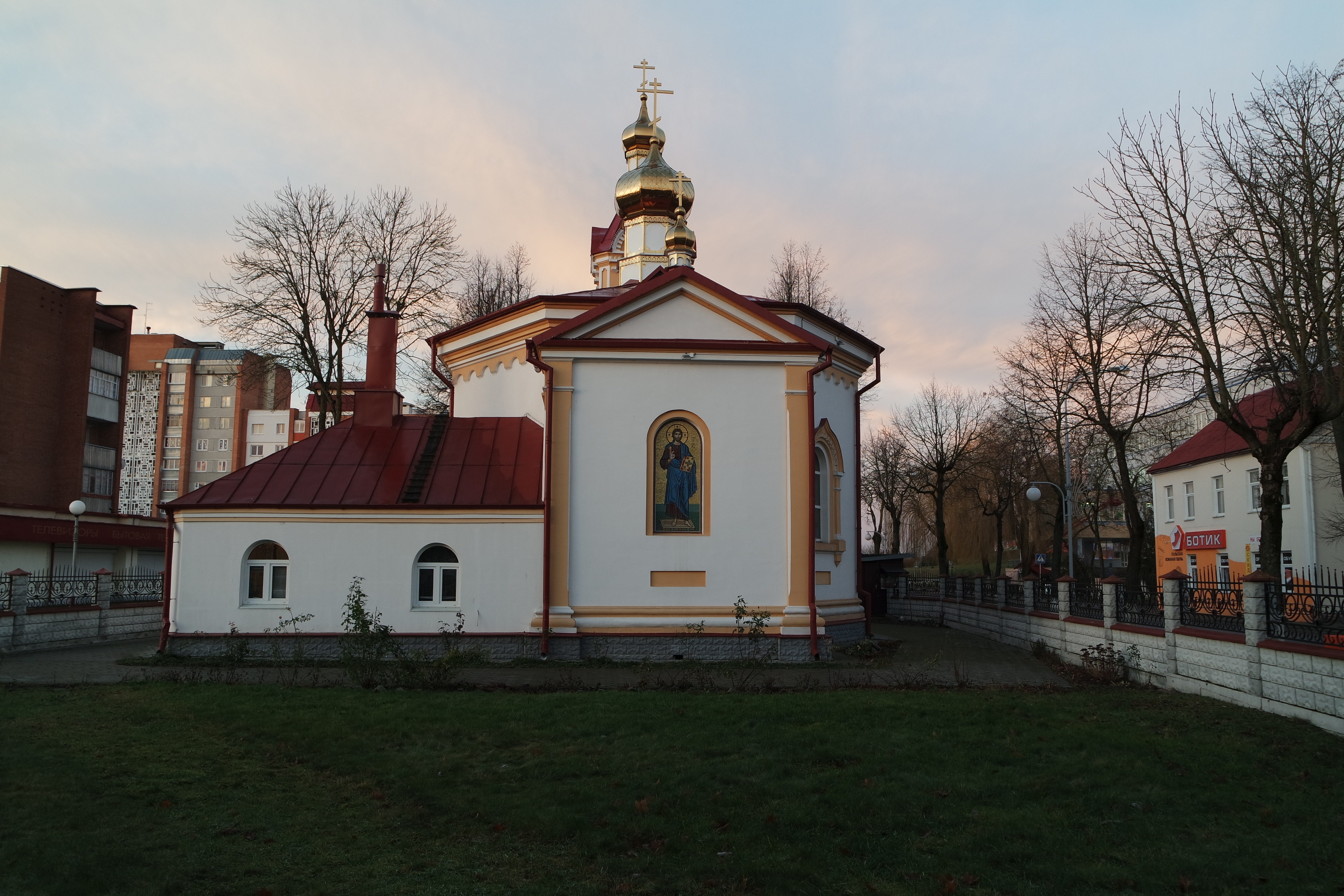
Со стороны апсиды
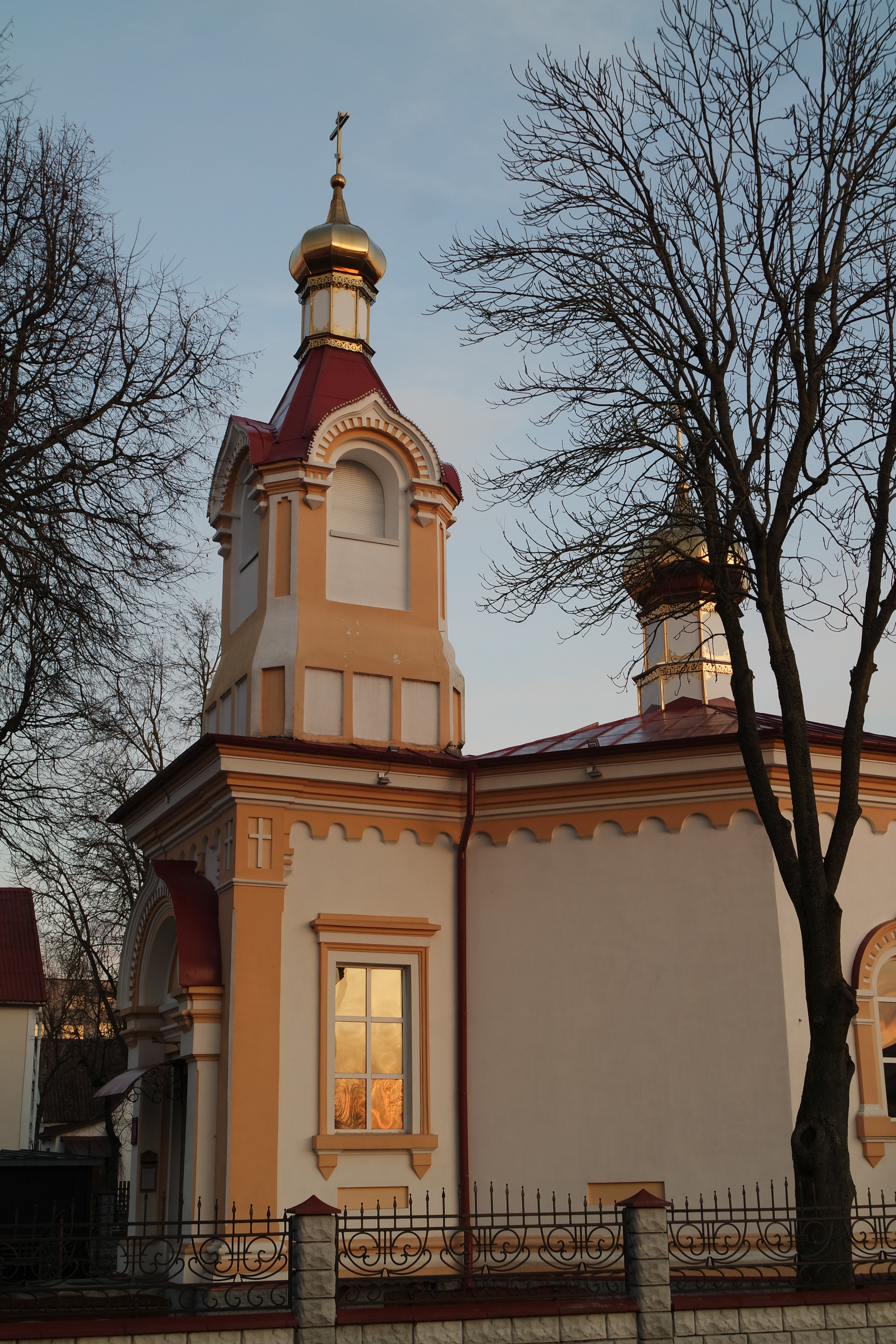
Колокольня
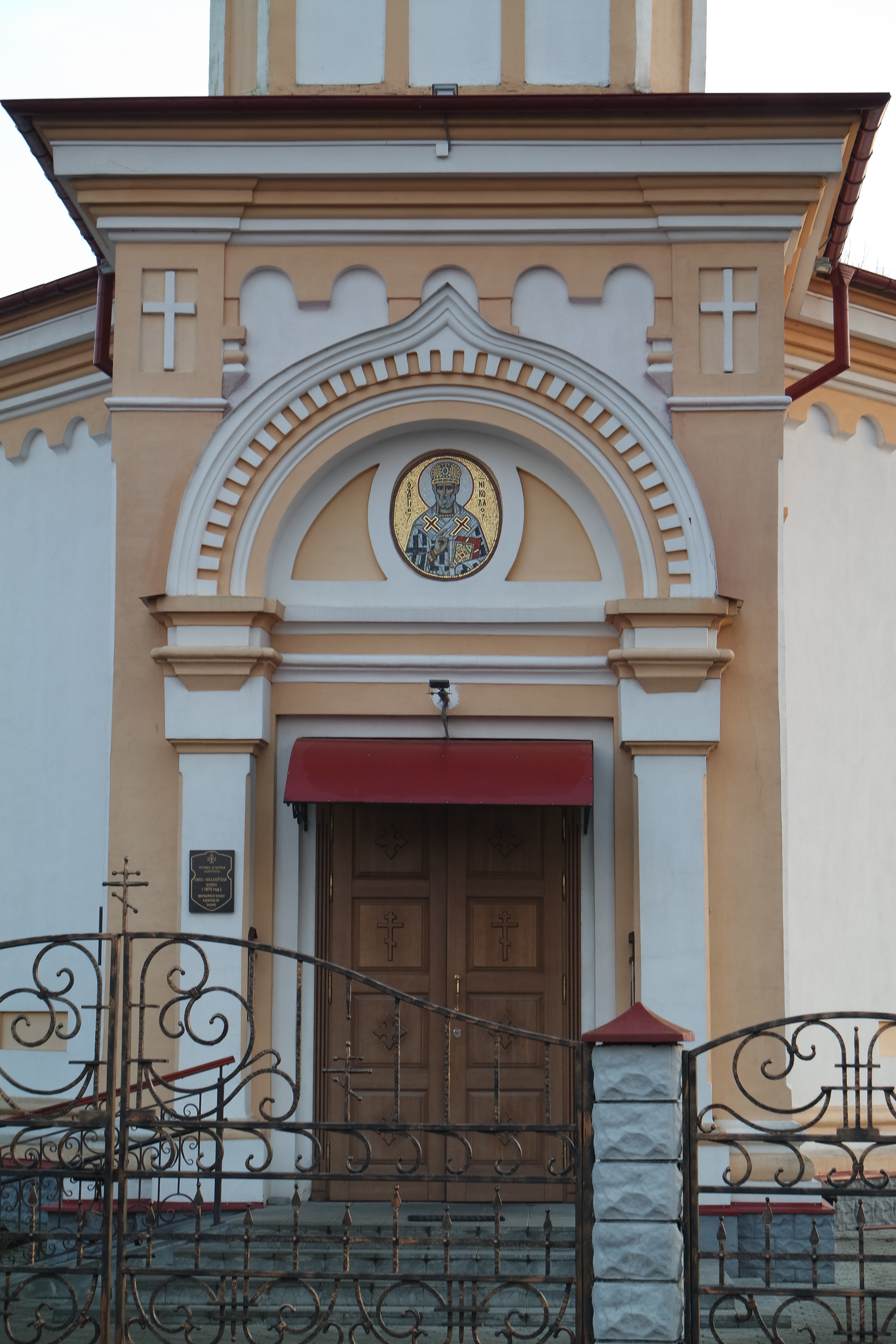
Входной портал